# 日本学校歯科医会
公益社団法人日本学校歯科医会（にほんがっこうしかいかい）は、日本の学校歯科医団体の会員である歯科医師等をもって組織する日本の公益社団法人である。旧公益法人制度下での主務官庁は文部科学省だった。

## 沿革
- 1932年（昭和7年）4月8日 - 日本聯合学校歯科医会が発足[5]。
- 1946年（昭和21年）1月28日 - 帝国学校衛生会と合併し財団法人日本学校衛生会が発足、日本学校衛生会に歯科医学部会が置かれる[2]。
- 1954年（昭和29年）10月7日 - 日本学校歯科医会が発足[2]。
- 1971年（昭和46年） - 文部省より社団法人認可[2]。
- 2014年（平成26年） - 一般社団法人へ移行[5]。
- 2021年（令和3年）4月1日 - 公益社団法人へ移行[6]。